# Wohnhäuser Hinter der Balge

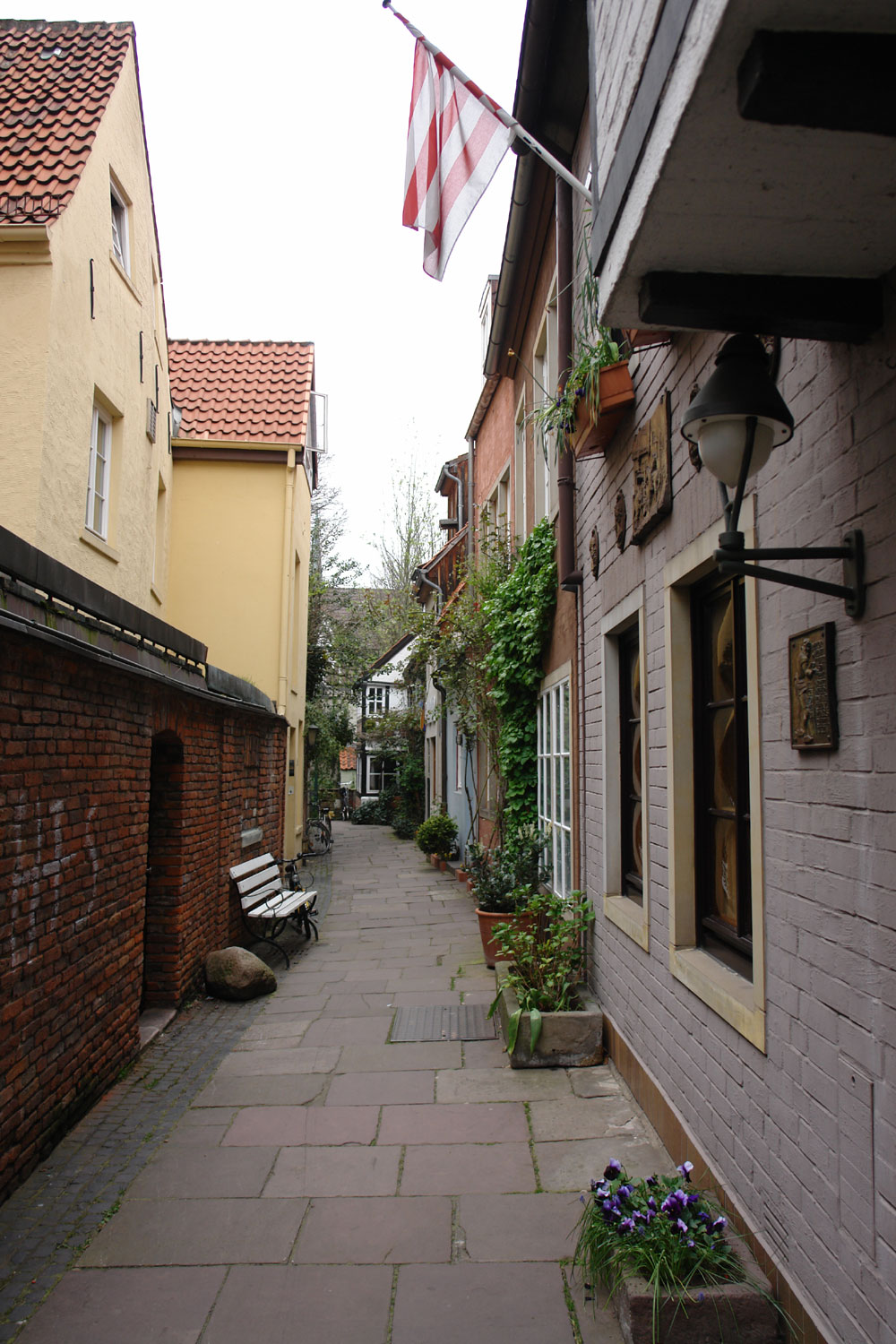
Hinter der Balge 2 bis 13

Die Wohnhäuser Hinter der Balge befinden sich in Bremen, Stadtteil Mitte im  Schnoorviertel, Hinter der Balge Nr. 1 bis 13. Die kleine Straße ist eine Stichstraße der Straße Marterburg. Die Häuser entstanden um 1800 und 1967/68.
Die Gebäude stehen seit 1973 unter Bremer Denkmalschutz.

## Geschichte

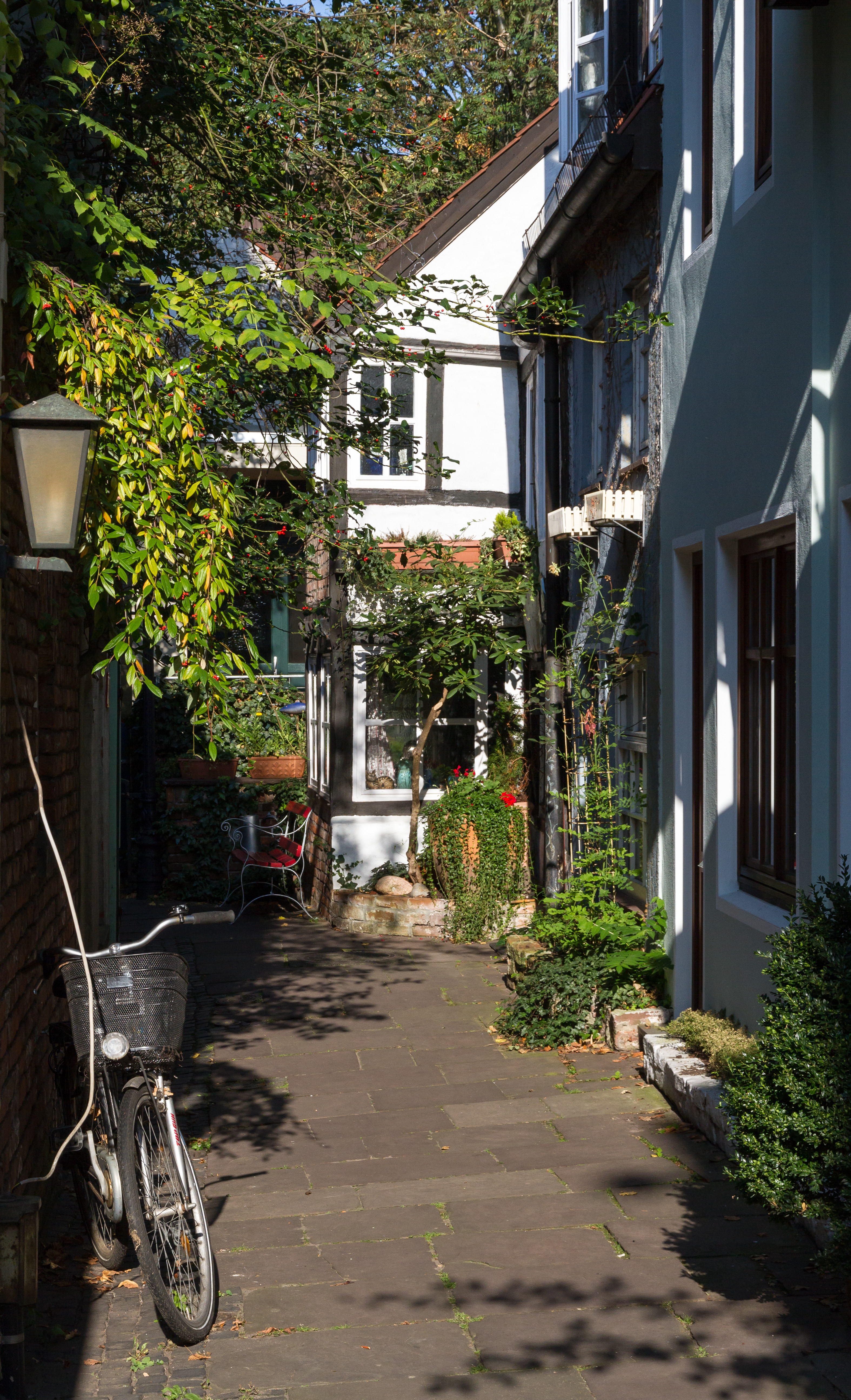
Hinter der Balge 8 bis 12

Die ursprüngliche Bevölkerung des Schnoors bestand überwiegend aus Flussfischern und Schiffern. In der Epoche des Klassizismus und des Historismus entstanden von um 1800 bis 1890 die meisten oft kleinen Gebäude. Im weiteren Verlauf wurde es zum Arme-Leute-Viertel, das in weiten Bereichen verfiel – vor allem nach dem Zweiten Weltkrieg.
1959 wurde von der Stadt ein Ortsstatut zum Schutz der erhaltenswerten Bausubstanz beschlossen. Die Häuser wurden dokumentiert und viele seit den 1970er Jahren unter Denkmalschutz gestellt. Ab den 1960er Jahren fanden mit Unterstützung der Stadt Sanierungen, Lückenschließungen und Umbauten im Schnoor statt.
Die zumeist zweigeschossigen, geputzten, traufständigen Wohnhäuser mit Satteldächern wurden um 1805 in der Epoche des Klassizismus oder neu um 1967 gebaut. Hier wohnten u. a. 1860 ein Cigarrenmacher, eine Sechswochenwärterin (Hilfe für die Wöchnerin), Arbeiter, Schneider und 1904 Arbeiter und ein Postillon. 

Die Wohnhäuser 2, 5, 6 und 12 wurden von dem Architekten  und Denkmalpfleger Karl Dillschneider geplant.
- Nr. 1: von um 1805 und 1967[2]
- Nr. 2: von 1967 (Dillschneider)[3]
- Nr. 5: von 1967 (Dillschneider)[4]
- Nr. 6: von 1967 (Dillschneider)[5]
- Nr. 9: von um 1800[6]
- Nr. 10: von um 1600 (Fachwerkhaus, Barock)[7]
- Nr. 12: von 1968 (Dillschneider)[8]
- Nr. 13: Rückseite vom Wohnhaus Schnoor 4: von um 1800[9]
- Rückseite vom Wohnhaus Schnoor 1 von 1968 (Dillschneider)[10]
- Rückseite vom Packhaus Schnoor 2 von 1401/1500[11]
- Rückseite Wohnhaus Schnoor 3 von 1737[12]
- Rückseite Wohnhaus Schnoor 5 von um 1800[13]
- Rückseite Wohnhaus Schnoor 8 von 1961[14]

Heute (2018) werden die Häuser zumeist zum Wohnen genutzt.
Die Balge (= schmaler Wasserlauf) war bis 1838 ein kurzer Seitenarm der Weser mit Landeplätze für Boote und Eken; daher der Straßenname Hinter der Balge. Der Name Schnoor (Snoor) bedeutet Schnur: Er kam durch das Schiffshandwerk und der Herstellung von Seilen und Taue (= Schnur).